# Hyphaenia volkovitshi
Hyphaenia volkovitshi – gatunek chrząszcza z rodziny stonkowatych i podrodziny Galerucinae.
Gatunek ten opisany został w 2009 roku przez Igora K. Łopatina.
Chrząszcz o ciele długości 5,3 mm, ubarwiony żółto, z wyjątkiem ciemnych stóp i wierzchołków goleni oraz czarnych czułków z rudożółtym całym członem drugim i spodem pierwszego. Głowa z krótką i szeroką listewką czołową oraz głębokim, poprzecznym wgłębieniem na czole. Czwarty człon czułków z dwoma wgłębieniami po stronie zewnętrznej, piąty pośrodku przewężony i na szczycie rozszerzony. Przedplecze czterokrotnie krótsze od pokryw, 1,4 raza szersze niż długie, opatrzone dwoma wgłębieniami. Od przedniej ⅓ ku tyłowi boki przedplecza silnie zbieżne. Pokrywy gęsto i drobno punktowane.
Owad znany tylko z Junnanu w Chinach.